# Фрэнсис Флэгг
Ге́нри Джордж Уайсс (англ. Henry George Weiss; 1898—1946), известный также как Джордж Генри Уайсс — американский писатель и поэт, писавший под литературным псевдонимом Фрэнсис Флэгг (Francis Flagg).

## Биография
Генри Джордж Уайсс родился в 1898 году в Галифаксе (Новая Шотландия, Канада). Учился в Калифорнийском Университете. С 1928 по 1942 год жил в Тусоне.
В 1920-х — 1930-х годах Уайсс выступил автором ряда научно-популярных книг, а также публиковал фантастические рассказы в журналах Amazing Stories, Weird Tales и других. Под настоящим именем публиковал стихи в журналах Driftwind, Contemporary Verse и Bozart.
Фрэнсис Флэгг дебютировал в фантастике в 1927 году в ноябрьском выпуске журнала Amazing Stories рассказом «The Machine Man of Ardathia», за которым последовали несколько удачных произведений, заметно[кому?] выделявшихся на фоне журнальной фантастики того времени. Несколько рассказов Флэгга, опубликованных в Weird Tales, попали в рекомендационные списки ежегодных антологий лучших американских рассказов. Всё это позволяет считать его, несмотря на сравнительно небольшое число публикаций, достаточно значительным автором «эпохи Гернсбека».
Флэгг перестал писать фантастику в середине 1930-х годов; впоследствии один его рассказ, написанный в соавторстве с Форрестом Дж. Аккерманом, был опубликован в 1936 году; еще один рассказ, законченный по черновику Уивером Райтом, был напечатан в 1947 году.
Джордж Уайсс умер в 1946 году.